# Bill of Rights de 1689
La Carta de drets o Declaració de drets (en anglès Bill of Rights) és un document redactat a Anglaterra el 1689, que va imposar el Parlament anglès al príncep Guillem d'Orange, per a poder succeir al rei Jaume II. El propòsit principal d'aquest text era recuperar i enfortir certes facultats parlamentàries ja desaparegudes o notòriament minvades durant el regnat absolutista dels Stuart (Carles I i Carles II). Constitueix un dels precedents immediats de les modernes Declaracions de Drets.